# Avenger of Blood
Avenger of Blood ist eine US-amerikanische Thrash-Metal-Band aus Las Vegas, Nevada, die im Jahr 2001 gegründet wurde.

## Geschichte
Die Band wurde im April 2001 von Gitarrist und Sänger Matthew Black (aka Eric Greaney) gegründet. Im Folgejahr erschien das erste Demo namens Celestial War. Im September kam mit Shannon Frye ein passender Schlagzeuger zur Band. Danach verlagerte die Band ihren Sitz nach San Francisco, Kalifornien und trafen dabei auf Bassist Mike Soria, der der Band kurzzeitig im November beitrat, jedoch schon kurz darauf durch Vince DiMaggio ersetzt wurde. Gitarrist Jake Ottinger vervollständigte die Besetzung im Januar 2003. Im September wurde ein weiteres Demo aufgenommen. Die Aufnahmen fanden in den Trident Studios in Pacheco statt. Juan Urteaga von Vile war für die Aufnahme und das Abmischen verantwortlich. Im Studio waren Frye, Black und Bassist Cesar Hernandez vertreten.
Danach begaben sich Black und Frye wieder nach Las Vegas, wodurch die übrigen Bandmitglieder zurückgelassen wurden. Als neuer Gitarrist kam Nathan Fichter und als neuer Bassist Shawn Loureiro zur Besetzung. In dieser Besetzung spielten sie auf dem ersten Minneapolis Mayhem Festival zusammen mit Bands wie Suffocation, Morbid Angel, Satyricon, Agent Steel, Heathen und Usurper. Im April 2004 unterschrieb die Band einen Vertrag mit JCM Records und nahm das Debütalbum Complete Annihilation auf. Die Aufnahmen fanden in den Maurotone Studios in Las Vegas im Oktober 2004 statt. Veröffentlicht wurde das Album im März 2005. Im Januar 2005 verließ Gitarrist Fichter die Band kurzzeitig, kehrte jedoch kurz darauf wieder zurück. Um das Album zu bewerben, folgte ein Auftritt auf dem Northwest Deathfest in Seattle Anfang April, auf dem auch Cannibal Corpse zu sehen waren.
Das zweite Album Death Brigade folgte im Januar 2008 über Heavy Artillery Records. Im selben Jahr kamen außerdem Gitarrist Sal Lalli sowie Bassist und Sänger Chris Rodriguez zur Besetzung. Am 4. Juni erlitt Lalli während Proben einen Schlaganfall, wodurch Auftritte in San Diego, Tucson und Phoenix abgesagt werden mussten. Lalli kehrte nicht wieder zur Band zurück.

## Stil
Die Band spielt klassischen Thrash Metal und wird dabei mit anderen Bands des Genres wie Slayer, Exodus, Dark Angel, Kreator und Sacrifice verglichen.

## Diskografie
- 2002: Celestial War (Demo, Eigenveröffentlichung)
- 2003: Demo 2003 (Demo, Eigenveröffentlichung)
- 2005: Complete Annihilation (Album, JCM Records)
- 2008: Death Brigade (Album, Heavy Artillery Records)
- 2008: Speed n' Spikes Volume 5 (Split mit Witchaven, Relapse Records)
- 2016: On Slaying Grounds (Times End Records)